# Bugaj (powiat ostrowski)
Bugaj – wieś w Polsce położona w województwie wielkopolskim, w powiecie ostrowskim, w gminie Raszków, ok. 15 km na północny zachód od Ostrowa Wlkp.
Przed 1945 rokiem miejscowość położona była w powiecie krotoszyńskim, W latach 1975–1998 w województwie kaliskim, w latach 1945–1975 i od 1999 w powiecie ostrowskim.

## Zabytki
- Pałac w Bugaju